# Роберт Мілліган (купець)
Ро́берт Мі́лліган (1746 — 21 травня 1809) — відомий шотландський купець, судновласник і рабовласник, і був рушійною силою будівництва доків Вест Індії в Лондоні.
Вирісши на цукрових плантаціях своєї багатої родини на Ямайці, Мілліган покинув рідний острів 1779 року, щоб утвердитися в Лондоні, де проживав у Гемпстеді деякий час. У 1809 році, в рік своєї смерті, Мілліган володів 526 рабами, які працювали на його цукровій плантації під назвою Келлет та Маммі Галлі.

## Західно-Індійські доки
Обурений втратами внаслідок крадіжок та затримок у прибережних пристанях Лондона, Мілліган очолив групу потужних бізнесменів, які планували та будували доки Західної Індії яка мала мати монополію на імпорт до Лондону продукції західноіндійського виробництва, такого як цукор, ром і кава терміном 21 рік. Основний камінь доку був закладений у липні 1800 року, коли Мілліган був заступником голови Док-компанії Вест-Індії — його міцні зв'язки з політичним істеблішментом того дня були очевидними з тих, хто відвідував церемонію, камінь був закладений лорд-канцлером Лафборо та прем'єр-міністром Вільямом Піттом (молодшим), а також головою компанії Джорджем Хіббертом і ним самим.
Доки офіційно відкрилися трохи більше ніж за два роки потому, в серпні 1802 року. Пізніше Мілліган також обіймав посаду голови компанії.

## Меморіал

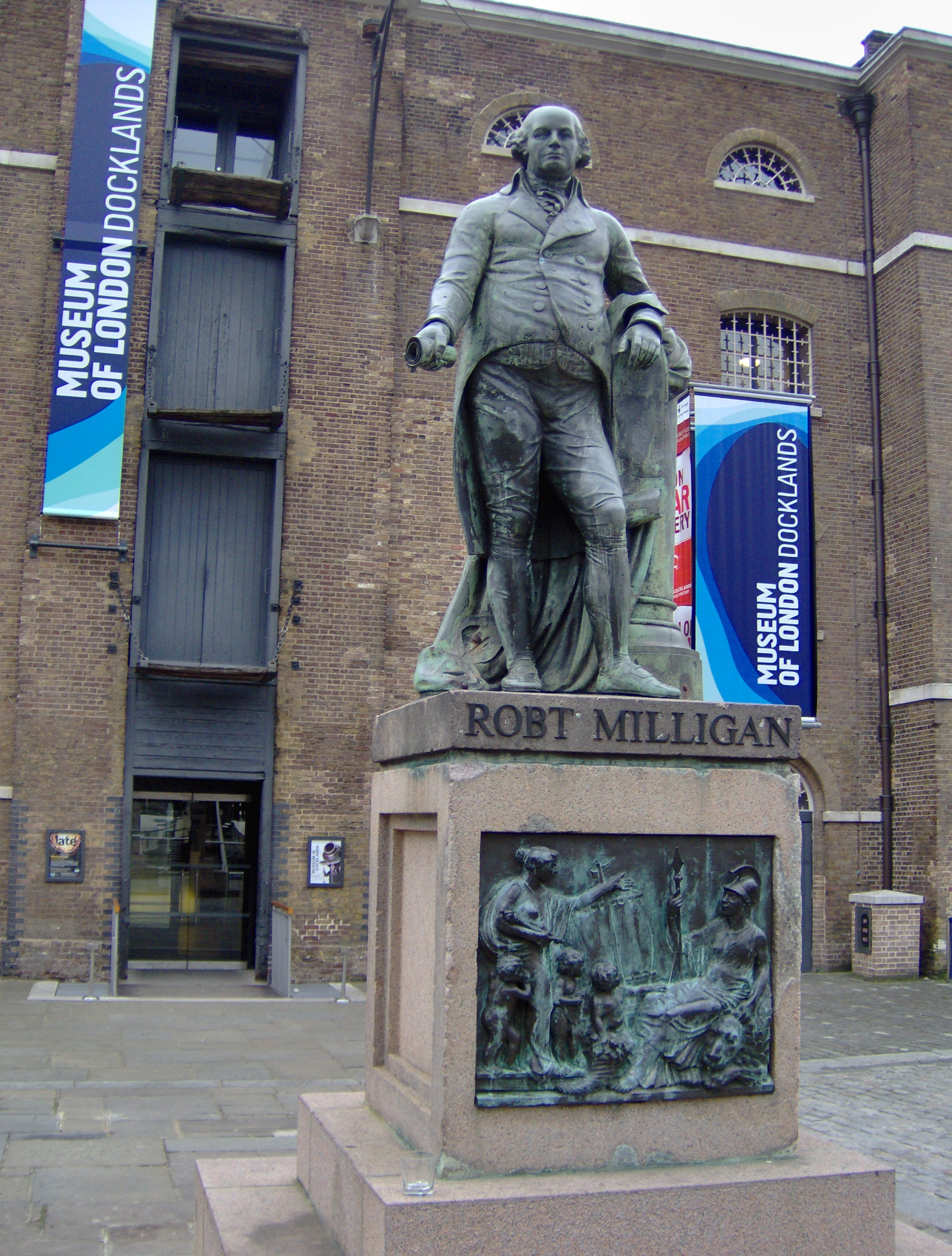
Статуя Роберта Міллігана, яка була видалена через протести 9 червня 2020 року

Статуя Міллігана, створена Річардом Вестмакоттом у травні 1809 року, Стояла перед музеєм Доклендс Лондона. Статуя була видалена 9 червня 2020 року місцевою владою, щоб «визнати побажання громади» після видалення статуї Едварда Колстона в Бристолі протестувальниками  проти расизму у відповідь на вбивство Джорджа Флойда.
Також була місцева вулиця, названа у його честь: Мілліган-стріт знаходиться поруч Вестферрі.